# Station Trzebnica Gaj
Station Trzebnica Gaj is een spoorwegstation in de Poolse plaats Trzebnica.